# Giuseppe Motta

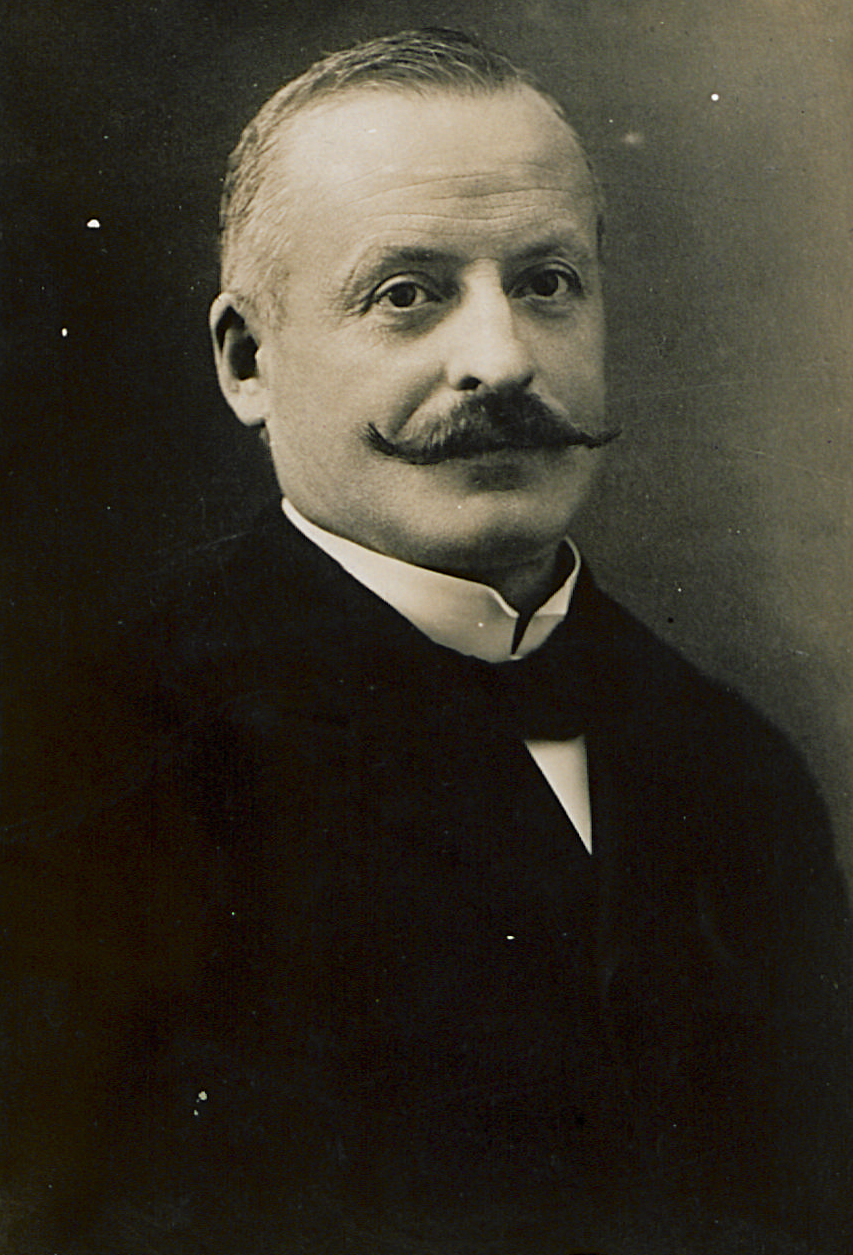
Giuseppe Motta (1916)

Giuseppe Motta (* 29. Dezember 1871 in Airolo; † 23. Januar 1940 in Bern; heimatberechtigt in Airolo) war ein Schweizer Politiker (KVP). Ab 1895 war er im Grossen Rat des Kantons Tessin vertreten, ab 1899 auch im Nationalrat.
Nachdem er 1908 die Wahl in den Bundesrat nicht geschafft hatte, gelang ihm dies drei Jahre später. Von 1912 bis 1919 stand er dem Finanz- und Zolldepartement vor. Anschliessend leitete er von 1920 bis zu seinem Tod das Politische Departement und prägte zwei Jahrzehnte lang die Aussenpolitik der Schweiz entscheidend mit. Er engagierte sich erfolgreich für den Beitritt der Schweiz zum Völkerbund, der Idealismus der ersten Jahre wich jedoch allmählich realpolitischen Sachzwängen. Motta stellte die Neutralität wieder in den Vordergrund und versuchte gleichzeitig, die guten Beziehungen zum nationalsozialistischen Deutschen Reich und zum faschistischen Italien aufrechtzuerhalten. Seine Amtszeit von 28 Jahren ist die drittlängste aller Bundesräte, fünfmal hatte er das Amt des Bundespräsidenten inne.

## Biografie

### Familie, Studium und Beruf

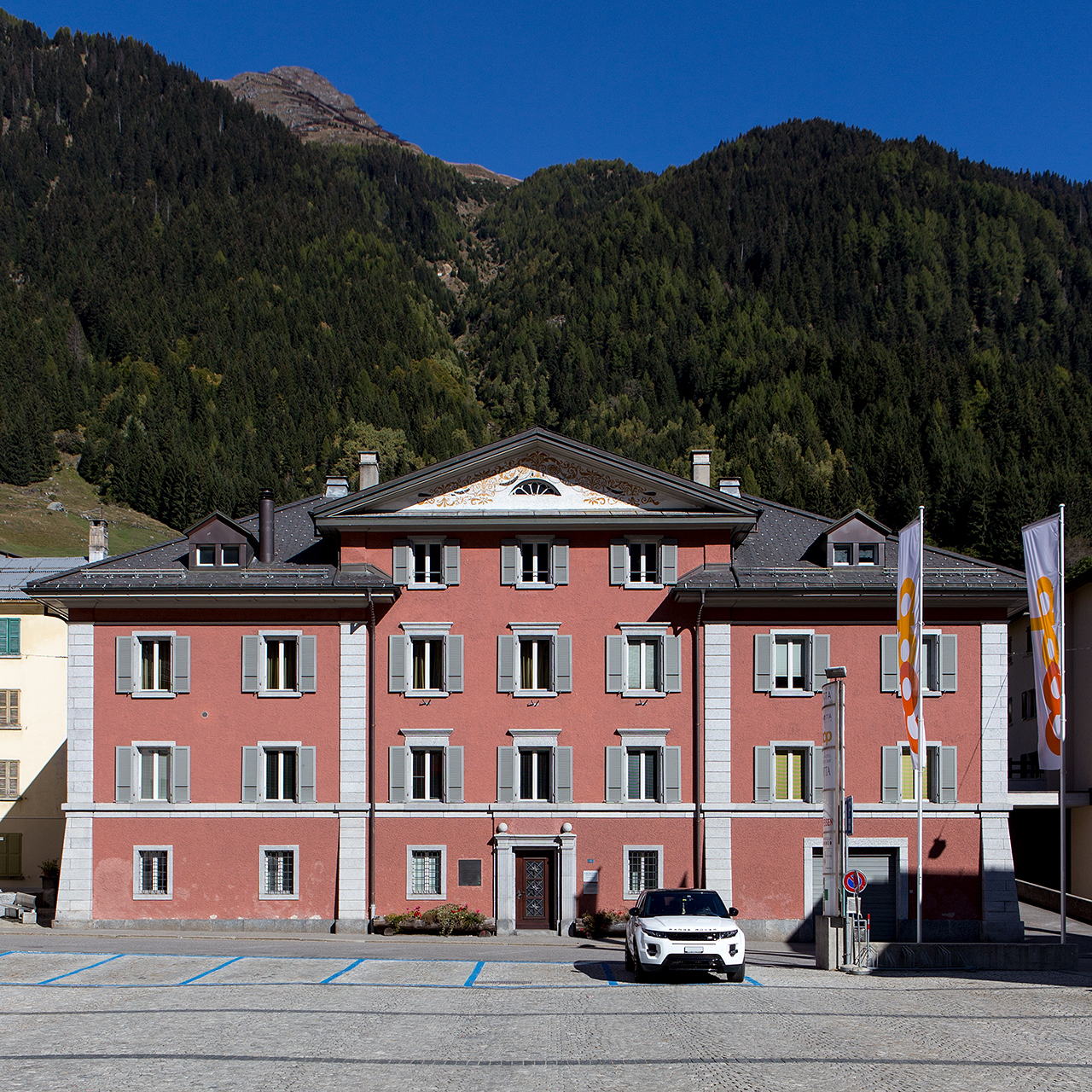
Geburtshaus

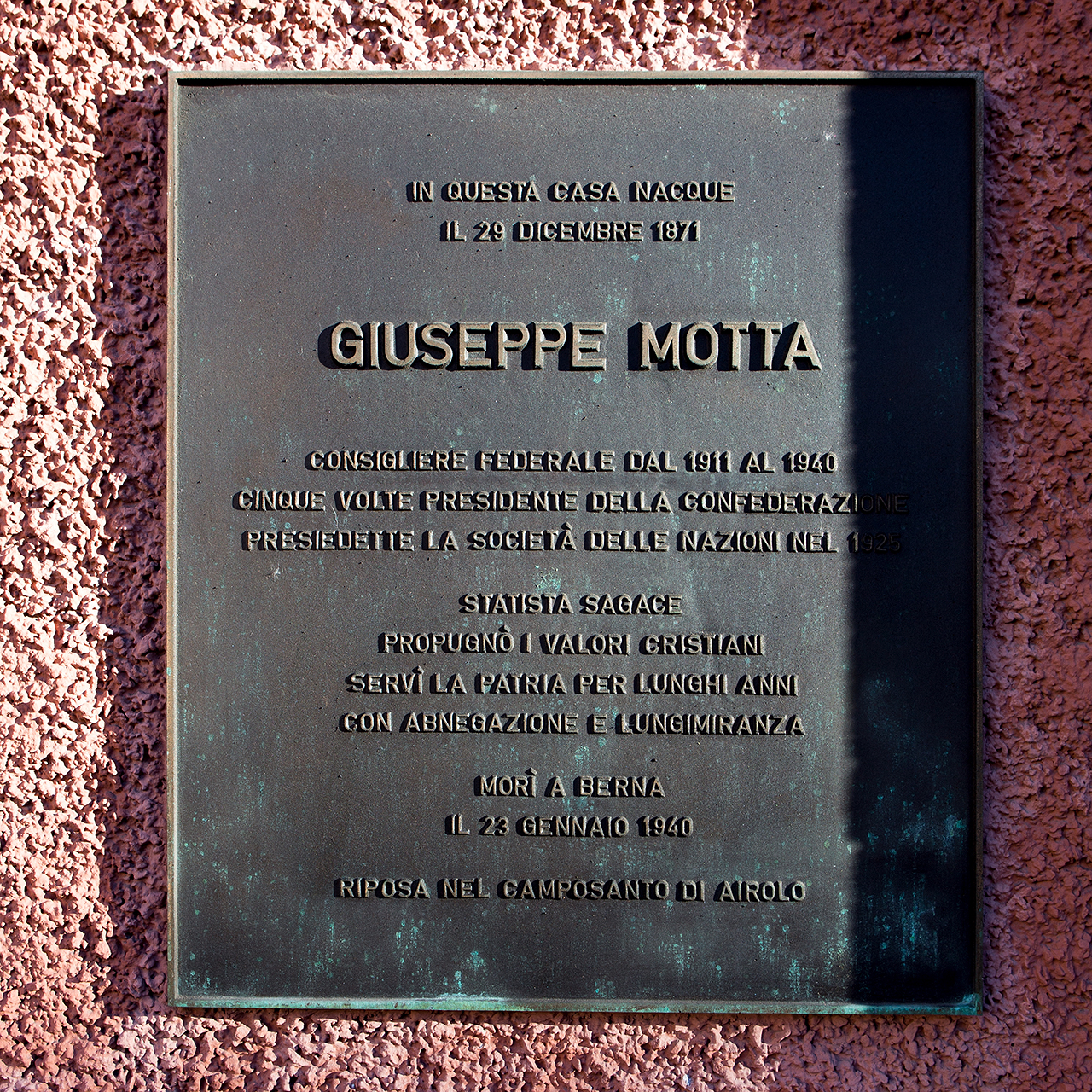
Hinweistafel am Geburtshaus

Er war der Sohn des Politikers Sigismondo Motta und von Paolina Dazzoni, sein Onkel Giovanni Dazzoni war in den 1880er Jahren Nationalrat. Der Vater, ein katholisch-konservatives Mitglied des Tessiner Grossen Rates, besass ein Hotel und war für den Posttransport zwischen Faido und dem Gotthardpass verantwortlich. Die Eröffnung des Gotthardtunnels 1882 brachte der alteingesessenen Familie grosse finanzielle Einbussen. Ein Jahr später, nach dem Tod des Vaters, war Motta Halbwaise. Er besuchte die Schulen in Airolo und Bellinzona. Die gymnasiale Ausbildung erhielt er zunächst am Collegio Papio in Ascona und ab 1887 am Kollegium St. Michael in Fribourg, die er 1889 mit der Matura abschloss.
An der im selben Jahr eröffneten Universität Fribourg begann Motta das Studium der Rechtswissenschaft. Dieses setzte er an der Ludwig-Maximilians-Universität in München fort und schloss es an der Ruprecht-Karls-Universität in Heidelberg mit der Auszeichnung «summa cum laude» ab. In zwei Sektionen des Studentenvereins war er Mitglied. 1885 liess sich Motta wieder in Airolo nieder und war dort bis 1912 als Rechtsanwalt und Notar tätig. Er war Rechtsberater mehrerer Unternehmen, wobei er besonders enge Beziehungen zur Motor-Columbus hatte. 1899 heiratete er Agostina Andreazzi aus Dongio; das Paar hatte zusammen zehn Kinder.

### Kantons- und Bundespolitik
Mottas politische Karriere begann 1895 mit der Wahl in den Grossen Rat des Kantons Tessin. Bald gehörte er zu den Führungspersönlichkeiten der Katholisch-Konservativen. Er strebte eine Modernisierung der Partei an, wozu seiner Meinung nach die sehr engen Bindungen zur römisch-katholischen Kirche gelockert werden mussten. Zusätzlich zu seinem Grossratsmandat kandidierte er bei den Parlamentswahlen 1899 im Wahlkreis Tessin-Nord und schaffte die Wahl in den Nationalrat. Eines seiner Hauptanliegen im Bundesparlament war die Ausweitung des Asylrechts auf Personen, die von der Einschränkung ihrer Meinungsfreiheit betroffen waren. Er setzte sich darüber hinaus für das Proporzwahlrecht ein, das er als natürliche Weiterentwicklung der Demokratie betrachtete. Hingegen war er gegen das Vorhaben, Primarschulen mit Bundessubventionen zu unterstützen, da dies die Souveränität der Kantone einschränke.
1908 war Motta erstmals als Kandidat für den Bundesrat vorgesehen, als Nachfolger von Josef Zemp. Die Wahl fiel damals auf Josef Anton Schobinger, der jedoch bereits drei Jahre später verstarb. Verschiedene Zeitungen schlugen Motta vor, da mit ihm in der Landesregierung die latenten Spannungen zwischen dem Tessin und dem Bund abgebaut werden könnten. Aufgrund des aufkommenden Irredentismus, der unter anderem durch die Kulturzeitschrift L’Adula propagiert wurde, befürchteten weite Kreise in der Deutschschweiz, das Tessin könnte sich Italien zuwenden. Bei der Bundesratswahl am 14. Dezember 1911 erhielt Motta im ersten Wahlgang 184 von 199 gültigen Stimmen; auf weitere Personen entfielen 15 Stimmen. Erstmals stellten die sprachlichen Minderheiten drei Vertreter in der Regierung.

### Bundesrat

#### Finanzminister

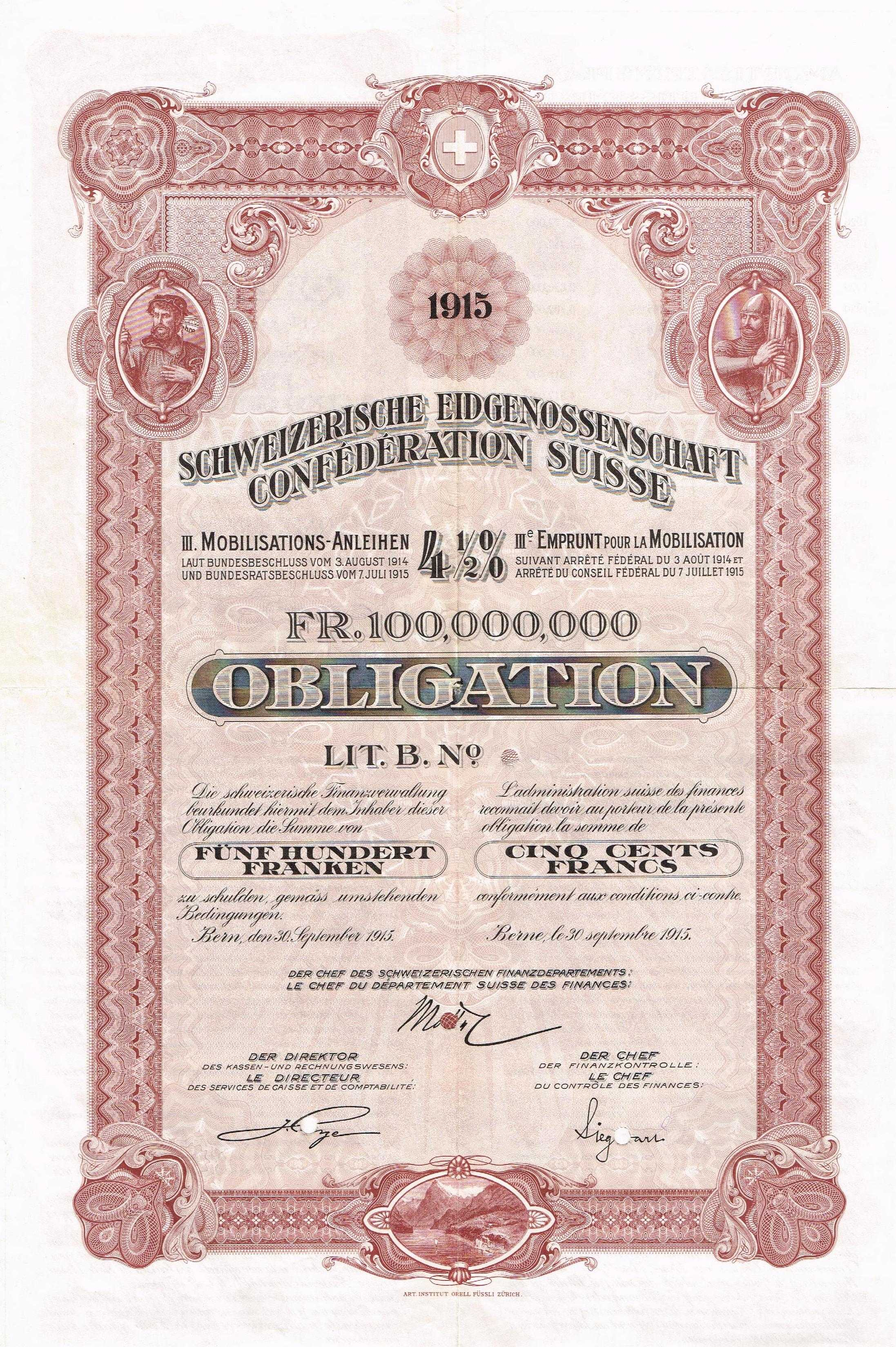
Obligation der Schweizerischen Eidgenossenschaft vom 30. September 1915 mit Unterschrift von Giuseppe Motta als Chef des Finanzdepartements.

Motta übernahm am 1. Januar 1912 den Vorsitz des Finanz- und Zolldepartements. Bereits in seinem ersten Amtsjahr schlug er ein Tabakmonopol vor, um dem Bund zusätzliche Einnahmen zu sichern. Eine besondere Herausforderung stellte im Ersten Weltkrieg die äusserst kostspielige Mobilmachung der Armee dar. Die zusätzlich anfallenden Kosten konnten nur teilweise durch Anleihen gedeckt werden, sodass der Bundesrat neue Steuern einführen musste. Dazu gehörten eine progressive Kriegssteuer im Jahr 1915, ein Jahr später eine Kriegsgewinnsteuer. Schliesslich kam die Stempelabgabe hinzu, nachdem das entsprechende Bundesgesetz in der Volksabstimmung vom 13. Mai 1917 knapp mit 53,2 % Ja-Stimmen angenommen worden war. Motta bekämpfte vehement eine Volksinitiative der Sozialdemokraten zur Einführung der direkten Bundessteuer. Nachdem diese am 2. Juni 1918 mit 54,1 % Nein abgelehnt worden war, sah er sich jedoch 1919 angesichts der Nachkriegs-Wirtschaftskrise gezwungen, eine zweite ausserordentliche Kriegssteuer einzuführen, die bis 1932 erhoben wurde.

#### Aussenminister
Zu Beginn des Jahres 1920 wechselte Motta ins Politische Departement. Nachdem er bereits 1915 Bundespräsident gewesen war, stand er der Landesregierung auch in den Jahren 1920, 1927, 1932 und 1937 vor. In den ersten Monaten als Aussenminister engagierte er sich zusammen mit Felix Calonder für den Beitritt der Schweiz zum Völkerbund. Es rang dem Völkerbundsrat eine wichtige Konzession ab: Dieser erklärte am 13. Februar 1920 die Neutralität der Schweiz als vereinbar mit der Charta des Völkerbundes. Zwar musste sich die Schweiz an wirtschaftlichen Sanktionen beteiligen, nicht jedoch an militärischen. Motta gelang es ausserdem, die skeptische Katholisch-Konservative Partei auf seine Seite zu ziehen. Den Beitritt zum Völkerbund nahmen die Stimmbürger am 16. Mai 1920 mit 56,3 % Ja an, wobei das Ständemehr nur knapp zugunsten des entsprechenden Bundesbeschlusses ausfiel. Einen Monat später erhielt Motta die Erlaubnis, die 1873 während des Kulturkampfes aufgehobene Apostolische Nuntiatur wieder zu errichten – dies galt allgemein als Gegenleistung für die Zustimmung der Katholiken zum Völkerbundsbeitritt. 1924/25 war Motta Präsident der Völkerbundversammlung und sprach sich für die Aufnahme des Deutschen Reichs in die Organisation aus.
Motta strebte danach, aus wirtschaftlichen Gründen die Regierung der Sowjetunion de facto anzuerkennen, doch die Conradi-Affäre machte diese Bemühungen zunichte. Der exilierte Russlandschweizer Moritz Conradi hatte im Mai 1923 in Lausanne den Diplomaten Wazlaw Worowski erschossen. Als der Bundesrat darauf verzichtete zu kondolieren, brach die Sowjetunion sämtliche Kontakte ab. Conradi wurde von einem Geschworenengericht freigesprochen, woraufhin die Sowjetunion keine Gesandten mehr an internationale Konferenzen in der Schweiz schickte. Versuche zur Wiederherstellung der Beziehungen scheiterten mehrere Jahre lang am Widerstand antikommunistischer Kreise. 1927 wurden die gegenseitigen Blockademassnahmen aufgehoben. Motta war ein entschiedener Gegner des Stalinismus. Auf Druck der Öffentlichkeit setzte er 1934 durch, dass die Schweiz als einer von wenigen Staaten gegen die Aufnahme der von Josef Stalin beherrschten Sowjetunion in den Völkerbund stimmte. Zudem stellte sich der Bundesrat während des Spanischen Bürgerkriegs in neutralitätspolitisch umstrittener Weise auf die Seite von Francos faschistischen Truppen. Dafür ausschlaggebend war für Motta vor allem die direkte Beteiligung sowjetischer Kämpfer auf Seiten der Republikaner. Franco war mit dem Versprechen zum Aufstand angetreten, die katholische Kirche vor den Übergriffen des atheistischen Stalinismus zu erretten.

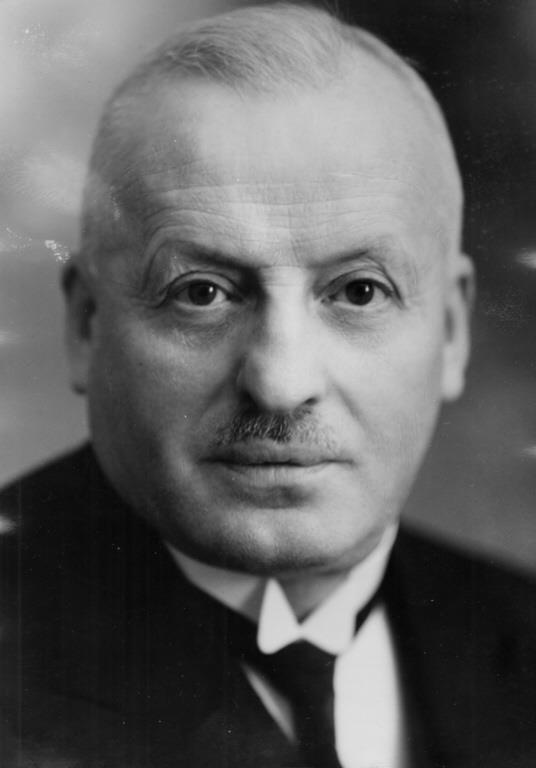
Giuseppe Motta (ca. 1930)

Besondere Aufmerksamkeit widmete Motta den diplomatischen Beziehungen zu Italien, da er als Tessiner starke kulturelle Bindungen zum südlichen Nachbarland hatte. Nach der Machtübernahme der Faschisten im Jahr 1922 mehrten sich in der Schweiz Auseinandersetzungen zwischen antifaschistischen Flüchtlingen und faschistischen Agitatoren. Doch auch die zunehmenden irredentistischen Bestrebungen faschistischer Organisationen trübten die zwischenstaatlichen Beziehungen grundsätzlich nicht. Die Schweizer Behörden verwiesen mehrere antifaschistische Aktivisten des Landes, darunter Randolfo Pacciardi (1929) und Palmiro Togliatti (1933). Als Cesare Rossi, der geflüchtete Pressechef von Benito Mussolini, 1928 nahe der Enklave Campione d’Italia entführt wurde, verzichtete der Bundesrat auf jegliche Proteste. Während des Abessinienkriegs von 1935/36 stellte Motta die Neutralität und die Handelsinteressen der Schweiz über die Beschlüsse des Völkerbundes und beschränkte sich bei den Sanktionen weitgehend auf symbolische Massnahmen. Auf seine Anregung war die Schweiz der erste neutrale Staat, der die Annexion Äthiopiens durch Italien rechtlich anerkannte. Schliesslich erreichte er 1938, dass die Schweiz von jeglicher Sanktionsverpflichtung befreit wurde.
Wirtschaftliche Beziehungen prägten das Verhältnis zum nationalsozialistisch beherrschten Deutschen Reich, mehr als bei allen anderen Staaten, wobei vor allem die umfangreichen Investitionen der Schweizer Wirtschaft eine Rolle spielten. Motta strebte nach einer offiziellen Anerkennung der Neutralität und unterstützte auch private Initiativen in dieser Sache. Dazu gehört beispielsweise der Besuch des früheren Bundesrates Edmund Schulthess beim deutschen Reichskanzler Adolf Hitler im Februar 1937. Verschiedene Zwischenfälle trübten die Beziehungen, darunter 1935 die Entführung des deutschen Emigranten Berthold Jacob durch die Gestapo in Basel oder 1936 die Ermordung von Wilhelm Gustloff in Davos. 1938 bezog Motta Stellung gegen Auswüchse der nationalsozialistischen Presse. Diese hatte der öffentlichen Meinung in der Schweiz eine Art «totalitäre Neutralität» aufzwingen wollen.
Der Abessinienkrieg hatte Motta die Wirkungslosigkeit des Völkerbundes aufgezeigt, umso mehr als Japan, das Deutsche Reich und Italien aus der Organisation austraten. Nach dem Anschluss Österreichs unterstützte er die Proklamation des Bundesrates und der Fraktionen betreffend die Neutralität der Schweiz.
Motta erwirkte im Mai 1938 eine Völkerbundsresolution, die der Schweiz eine «integrale Neutralität» zubilligte. Zwar blieb die Schweiz formell Mitglied, war aber an keinerlei Sanktionen mehr gebunden und geriet dadurch in eine völlige aussenpolitische Isolation. Im März 1939 erlitt Motta eine Gehirnblutung, im November 1939 einen weiteren Schlaganfall, woraufhin sein linkes Bein von einer Lähmung betroffen war. Am 23. Januar 1940 verstarb er nach einem weiteren Schlaganfall in seiner Berner Wohnung im Alter von 68 Jahren.

## Denkmal

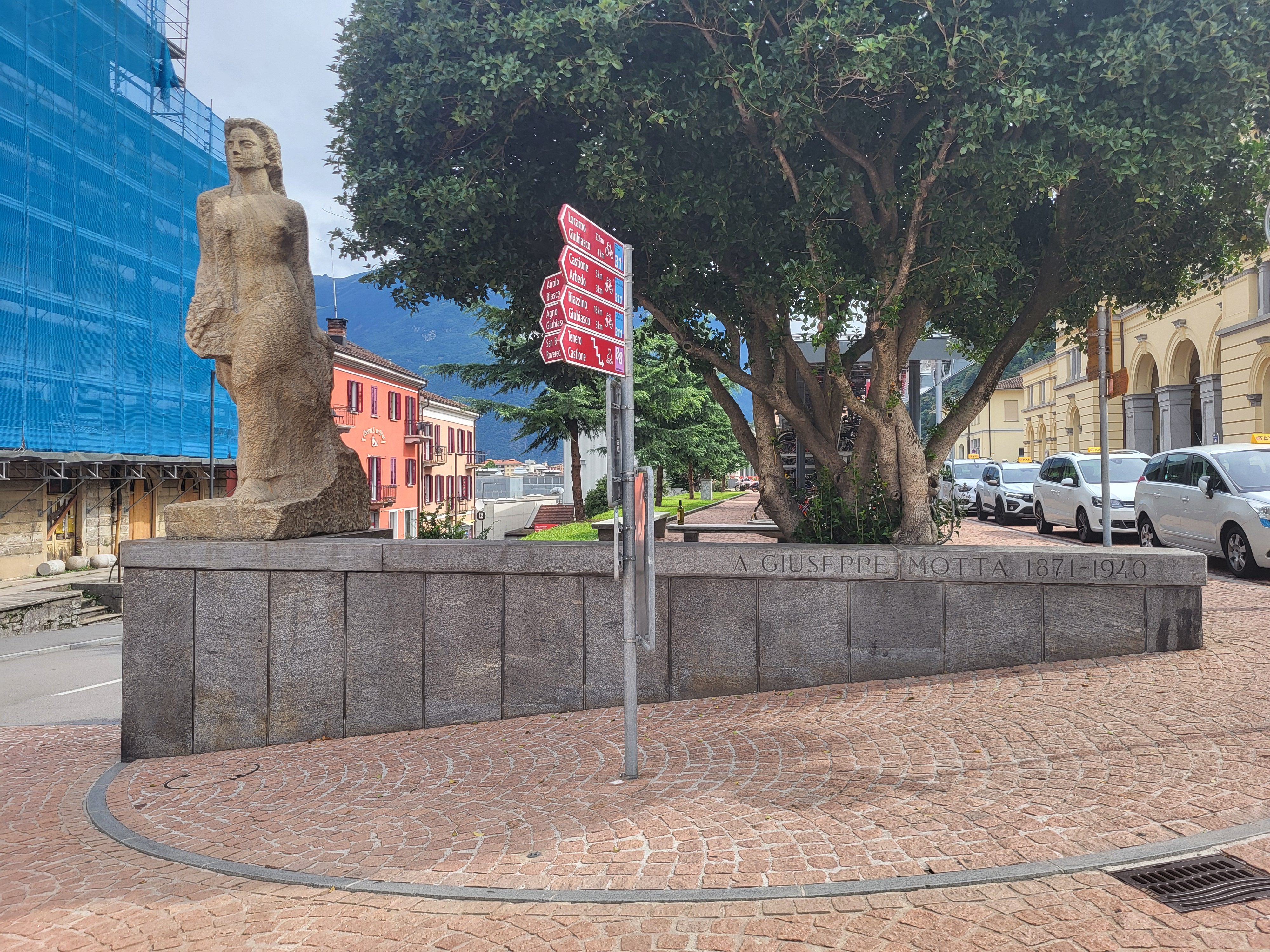
Das Giuseppe-Motta-Denkmal vor dem Bahnhof Bellinzona (2025)

Bereits 1941 konstituierte der Verein «Pro Ticino» ein Komitee zur Errichtung eines Denkmals für Motta, das vor dem Bundehaus zu stehen kommen sollte. Präsident war Mottas Nachfolger Enrico Celio. Diverse Kontroversen verunmöglichten eine Platzierung in der Bundesstadt. Das Giuseppe-Motta-Denkmal des Tessiner Künstlers Remo Rossi konnte somit erst am 15. September 1957 auf dem Bahnhofplatz von Bellinzona eingeweiht werden.

## Werke
- Testimonia Temporum. Discorsi e scritti scelti. Band I (1911–1931), II (1932–1936), III (1936–1940), Istituto Editoriale Ticinese, Bellinzona 1931, 1936, 1941.